# Delage Type H, J, L ed M
Le Type H, J, L ed M erano quattro autovetture di fascia medio-alta prodotte dal 1908 al 1910 dalla Casa automobilistica francese Delage.

## Profilo
Con questi quattro modelli, la Casa francese inaugurò una nuova fascia di mercato, quella delle vetture di fascia media e medio-alta, giacché fino a quel momento la vettura di categoria più alta è stata la Type G con motore da 1.2 litri, considerata però ancora di fascia medio-bassa.

Tali vetture, che condividevano lo stesso telaio delle contemporanee Type E, F e G, nel giro di un biennio diedero vita a una girandola di versioni e di motorizzazioni molto vasta per l'epoca.

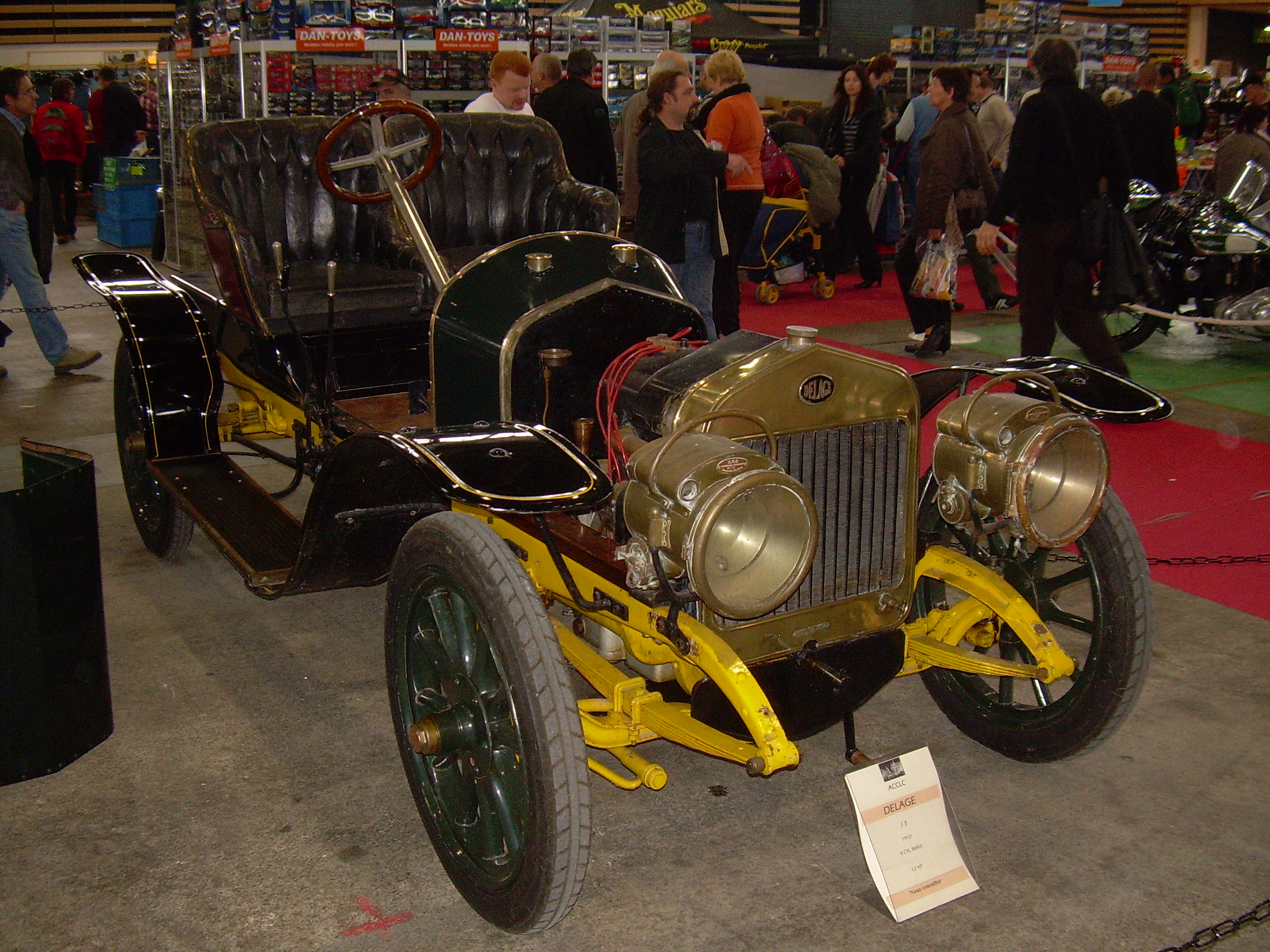
Delage Type J

La prima a essere introdotta fu la Type H, equipaggiata da un nuovo motore di derivazione De Dion-Bouton a 4 cilindri da 1767 cm³ di cilindrata, in grado di erogare una potenza massima di 15 CV. La produzione della Type H fu interrotta alla fine dello stesso anno per lasciare spazio nel 1909 alla Type J, una vettura disponibile in due motorizzazioni: la più bassa era identica a quella della Type H, mentre la più alta era un nuovo motore a 4 cilindri da 2121 cm³ di cilindrata, in grado di erogare circa 18 CV di potenza massima.

Ma nello stesso anno furono introdotte altre vetture: la Type L e la Type M. La prima, di fascia un po' più bassa, era disponibile con due motorizzazioni a 4 cilindri da 1328 e da 1460 cm³, in grado di erogare rispettivamente 12,5 e 14 CV di potenza massima. Alla fine del 1909, però, la Type L fu tolta di produzione.

Quanto alla Type M, essa fu invece prodotta fino al 1910 e fu disponibile in ben cinque motorizzazioni: le prime due erano identiche a quelle che equipaggiavano la Type L, mentre le altre, tutte a 4 cilindri, avevano cilindrate di 1505, 1593 e 1847 cm³, ed erano i primi tre motori interamente progettati e realizzati dalla Delage stessa.

Al termine della sua produzione, l'eredità della Type M e della Type J fu ripresa da due famiglie di modelli: dalla fascia media arrivarono le Type R e T con le loro evoluzioni, mentre dalla fascia alta arrivarono le Type AB, AD e AH.